# 康蒂莱恩 (阿拉巴马州)
康蒂莱恩（英語：County Line）是美国阿拉巴马州下属的一座城市。面积约为0.97平方英里（约合2.5平方公里）。根据2010年美国人口普查，该市有人口258人，人口密度为267.36/平方英里（约合103.2/平方公里）。